# دین در لیختن‌اشتاین
| تدین در لیختن‌اشتاین (۲۰۱۰) | تدین در لیختن‌اشتاین (۲۰۱۰) | تدین در لیختن‌اشتاین (۲۰۱۰) | تدین در لیختن‌اشتاین (۲۰۱۰) | تدین در لیختن‌اشتاین (۲۰۱۰) |
| -------------------------- | -------------------------- | -------------------------- | -------------------------- | -------------------------- |
|                            |                            |                            |                            |                            |
| کاتولیک                    | کاتولیک                    |                            | ۷۵٫۹٪                      | ۷۵٫۹٪                      |
| پروتستان                   | پروتستان                   |                            | ۸٫۵٪                       | ۸٫۵٪                       |
| بی دین                     | بی دین                     |                            | ۵٫۴٪                       | ۵٫۴٪                       |
| اسلام                      | اسلام                      |                            | ۵٫۴٪                       | ۵٫۴٪                       |
| دیگر فرقه‌های مسیحی         | دیگر فرقه‌های مسیحی         |                            | ۱٫۴٪                       | ۱٫۴٪                       |
| دیگر ادیان                 | دیگر ادیان                 |                            | ۰٫۸٪                       | ۰٫۸٪                       |
| ذکر نکرده                  | ذکر نکرده                  |                            | ۲٫۶٪                       | ۲٫۶٪                       |

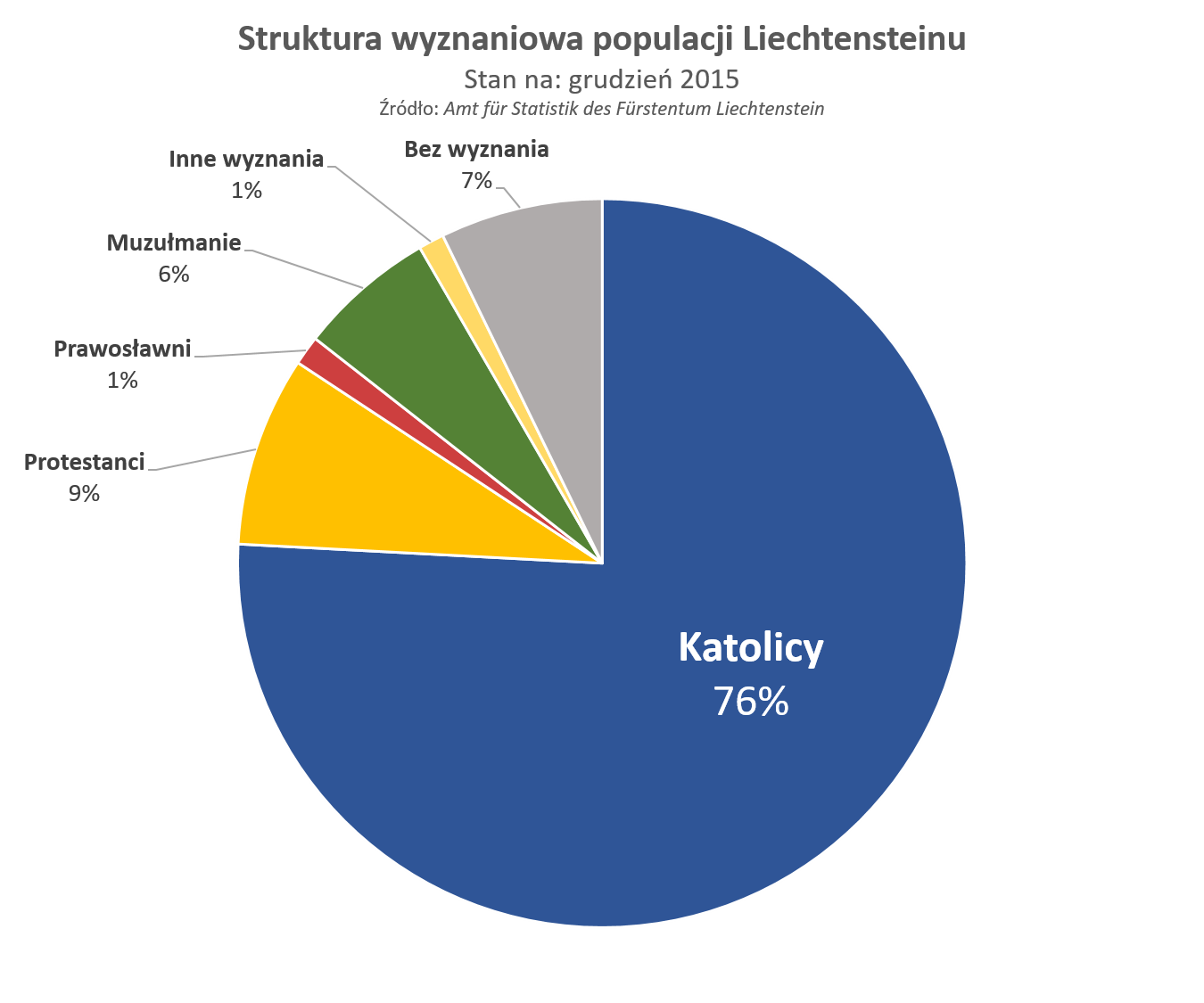
دین در لیختن‌اشتاین

دین در لیختن‌اشتاین عمدتاً کاتولیک رومی وپروتستاناست. باقی مردم معمولاً یا دین نداردند یا پیرو سایر فرقه‌های مسیحی یا اسلام هستند. جمعیت کوچک مسلمانان این کشور عمدتاً از مهاجران کشورهایی مانند بوسنی و هرزگوین ، صربستان و ترکیه هستند.